# Origen anómalo de la coronaria izquierda en la arteria pulmonar

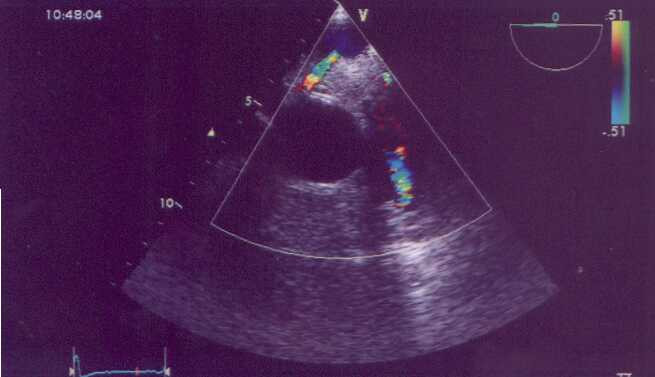
Posible comunicación entre la arteria coronaria izquierda y la arteria pulmonar en una persona de 45 años.

El origen anómalo de la coronaria izquierda en la arteria pulmonar, también conocida como ALCAPA , por sus siglas en inglés (Anomalous Left Coronary Artery from the Pulmonary Artery) o síndrome de Bland-White-Garland en honor de los médicos Edward Franklin Bland, Paul Dudley White y Joseph Garland, es un defecto cardíaco por el cual la arteria coronaria izquierda surge de la arteria pulmonar, en lugar de ser una rama de la arteria aorta que es lo normal. Es una enfermedad congénita, ya que se encuentra presente desde el momento del nacimiento.
Provoca isquemia, disminución de la irrigación sanguínea del corazón, con disfunción del ventrículo izquierdo e insuficiencia mitral, es decir cierre inadecuado de la válvula mitral que provoca reflujo de la sangre.